# 7,63×25mm Mauser

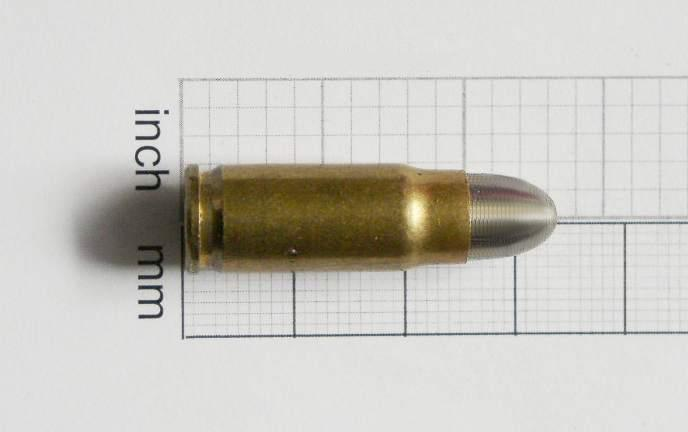
O cartucho 7,63mm Mauser.

O cartucho 7,63mm Mauser (ou .30 Mauser Automática) era o cartucho original para a pistola de serviço Mauser C96. Entrando em produção enm 1896, já usava pólvora sem fumaça ou cordite. Usa espoleta de fogo central, o cartucho é sem aro. Entre os últimos anos do século XIX e 1911, quando foi dada a ordem de produção do .45 ACP, nos Estados Unidos para pistolas Colt, o 7.63mm Mauser foi o cartucho mais potente para pistolas semiautomáticas militares, e também foi o mais potente cartucho vendido legalmente a civis para pistolas semiautomáticas na Europa e em diversas outras regiões, antes da I Guerra Mundial. Foi baseado no cartucho 7,65 Borchardt. Posteriormente, serviu de base para o cartucho 7,62×25mm Tokarev comumente usado em armas do bloco oriental e soviético. Os três tinham um desenho em forma de garrafa, como um mini cartucho dos fuzis da época. O chamado "headspace" destes cartuchos era medido da ombro até a base da espoleta. Não se deve confundir o 7.63mm Mauser com as demais munições citadas, nem com a 7.65mm Parabellum, que possuem dimensões discretamente diferentes, a troca de cartuchos pode ser danosa para a arma e o atirador. O efeito de gargalo do desenho destes cartuchos implicam em maior pressão contra a base do projétil, o que lhes confere à bala uma extrema velocidade e energia ao sair do cano, que implica em grande precisão, mesmo com grande recuo. 

Emprego
Apesar de potente, para a época era uma munição mais dispendiosa de produzir em largas quantidades, devido à usinagem muito mais elaborada que outros cartuchos, como .380 ACP e o 9mm Parabellum, o que inibiu sua aceitação militar na Alemanha, o país de origem que já vinha implantando em suas forças armadas o 9mm Parabellum. Entretanto na Alemanha o cartucho foi adotado por forças policiais e entusiastas civis, foi a opção entre clientes de maior poder aquisitivo dispostos a pagar por uma pistola como a Mauser C-96, mesmo fora da Alemanha foi adquirida no início do século XX por magnatas (algumas com fino acabamento artístico), departamentos policiais, e mesmo por pistoleiros, e que encontrou clientes militares em pequena escala como na marinha italiana, mas que teve seu ''debut" militar na II Guerra Bôer.  A munição também foi usada em outras cópias da C-96, como a pistola Astra 900 feita no país basco, e diversas pistolas chinesas no início do século XX também foram calibradas para este cartucho assim como em submetralhadoras na Suíça, Alemanha e Tchecoslováquia, como a MP-34, e outras desenvolvidas por companias como SIG, Solothurn, Bergmann e CZ. À época de Salazar, Portugal adquiriu submetralhadoras em 7.63mm Mauser para sues agentes, oficiais portugueses na África também utilizaram tal munição, e no Brasil da República Velha o cartucho viu serviço com a Polícia do Distrito Federal e a Brigada Militar do Rio Grande do Sul, que adquiriram a pistola C-96. Houve uma volumosa importação desta munição para o continente americano, o que incluía México, Brasil, Argentina e sobretudo os EUA. China, Rússia e EUA chegaram a produzi-la domesticamente por algum tempo. Eventualmente, armas do antigo bloco soviético calibradas para o cartucho curto 7,62mm Tokarev podem ser alimentadas com o 7,63 mm Mauser, como foi demonstrado por forças finlandesas na II Guerra Mundial ao capturarem grandes lotes da submetralhadora PPSh-41 e a alimentarem com o 7.63mm Mauser, ainda que isto possa comprometer a vida útil da arma. Entretanto fazer o inverso, pode ser muito perigoso, e nenhum especialista recomenda. As armas para este cartucho caíram num certo esquecimento após a II Guerra Mundial com a popularizão de cartuchos de baixo custo no mercado civil, e com a padronizão de pistolas de serviço em 9mm Parabellum e  .45ACP no Ocidente e do 7,62x25mm Tokarev, e 9mm Makarov em países do bloco socialista.  * 
Eficácia
Um cartucho com a bala encamisada 7.63mm Mauser com a carga adequada a partir de uma pistola Mauser C-96 padrão (14 cm de cano) pode atingir 441 metros por segundo de velocidade de boca, e apresentar uma carga de enegia de 545 joules. O que já dá um bom poder de parada.
Por comparação, um cartucho 9x19mm Parabellum deflagrado de uma pistola P-08 padrão atinge 360 metros por segundo como velocidade de boca, e uma energia de 521 joules. No cartucho 7.63x25mm Mauser além do efeito de gargalo, o estojo mais longo e o projétil menor implicam em mais propelente (pólvora) que massa a propelir (bala), o que garante uma maior relação potência/peso, resultando em boa precisão.**
Uso hoje
O 7,63mm Mauser apesar de ser imediatamente associado à C-96, na casa dos 130 anos, continua ainda sendo fabricado. As armas calibradas para este cartucho hoje estão nas mãos de colecionadores ou atiradores desportivos autorizados, e mais raramente fazendeiros na África, ou até policiais. Os fabricantes atuais do cartucho (talvez não os únicos, mas os mais lembrados) são a italiana Fiocchi, a tcheca Sellier & Bellot , e a sérvia Prvi Partizan. ***
Fontes:
* Hogg and Weeks , Pistols of the World, 3rd edition, 1992
** Weeks, John, Infantry Weapons, Purnell Editions, 1971
*** Da Wikipédia em Inglês e Espanhol.

## Sinônimos
- .30 Mauser Pistol
- .30